# Conde de Monpezat
Conde de Monpezat es un título nobiliario danés creado para distinguir a los descendientes de la reina Margarita II y el príncipe Enrique, de los miembros de la casa de Oldemburgo. Su actual primer titular es el rey danés Federico X.
La esposa de un conde tiene derecho a utilizar el título de condesa como título de cortesía, pero una mujer no puede pasar el título a su marido ni elevar el estatus de su marido.  Como el título sólo se transmite por línea masculina, los hijos de una condesa de Monpezat no heredan el título, pero esos hijos reciben el título greve (para hijos) o komtesse (para hijas solteras) como título de cortesía.
Según la jerarquía protocolaria danesa, todos los portadores del título condal tienen el tratamiento de Excelencia.
El título hace referencia a la comuna de Monpezat, en Francia.

## Historia

### Orígenes como título francés
La familia Laborde de Monpezat se autodenomina "comte de Laborde de Monpezat" (en español Conde de Laborde de Monpezat) desde finales del siglo XIX. Se disputa el derecho al uso de ese título conyugal; La Encyclopédie de la fausse noblesse et de la noblesse d'apparence (inglés: Encyclopedia of False and Apparent Nobility) afirma que el antepasado del príncipe Henrik, Jean Laborde, recibió cartas reales de patente de ennoblecimiento en 1655, condicionadas a su recepción como noble en el  Fincas de la provincia de Bearn donde estaban ubicadas sus tierras. Pero esta condición nunca se cumplió, ya que los Estados rechazaron las peticiones de Laborde en 1703 y nuevamente en 1707. El apellido de la familia era "Monpezat" en la época de la Revolución Francesa, sin título, hasta el 14 de julio de 1860, cuando fue cambiado por decreto imperial a "de Laborde-Monpezat", y legalmente nuevamente el 19 de mayo de 1861 a "de Laborde de Monpezat".
Aunque la familia ha utilizado el título conyugal como si fuera un título de cortesía, tradicionalmente la corte real y la sociedad francesa aceptaban dichos títulos cuando eran utilizados por familias genuinamente nobles.  Antes de casarse con la reina Margarita II de Dinamarca, el príncipe Henrik también utilizó este título conyugal francés.

### Título danés
En 2008, la Reina confirió el título de "Conde de Monpezat" (greve af Monpezat) a los dos hijos del Príncipe Henrik, como un auténtico título de nobleza danés y hereditario para todos los descendientes legítimos por línea masculina.   Según el historiador Jon Bloch Skipper, el título otorgado en 2008 no tenía relación con el título nobiliario francés original, sino que era una referencia al príncipe Henrik y su linaje francés.
El 28 de septiembre de 2022, la Casa Real anunció que a partir del 1 de enero de 2023, los hijos del Príncipe Joaquín ya no tendrán el título de Príncipe o Princesa de Dinamarca, aunque su lugar en la línea de sucesión no se verá afectado.  Esto dejaría al Conde o la Condesa de Monpezat como sus títulos más importantes.  Los niños también perderán el estilo de Alteza y, en su lugar, serán llamados Excelencia.  La reina Margarita II dijo que esto permitiría a sus nietos "dar forma a sus propias vidas en mayor medida sin estar limitados por las consideraciones y deberes especiales que implica una afiliación formal a la Casa Real de Dinamarca como institución".

## Lista de condes de Monpezat
El árbol genealógico se basa en la línea de sucesión actual al trono danés.
- Reina Margarita II (b.1940) ∞ Enrique, Príncipe consorte (1934–2018)
  -  Rey Federico X (b. 1968) 
    -  (1) Cristián, Príncipe heredero (b. 2005)
    -  (2) Princesa Isabel (b. 2007)
    -  (3) Príncipe Vincente (b. 2011)
    -  (4) Princesa Josefina (b. 2011)

  -  (5) Príncipe Joaquín (b. 1969)
    -  (6) Conde Nicolás de Monpezat (b. 1999)
    -  (7) Conde Félix de Monpezat (b. 2002)
    -  (8) Conde Enrique de Monpezat (b. 2009)
    -  (9) Condesa Atenea de Monpezat (b. 2012)